# Hans von Fersen (1802–1839)
Gustaf Hans von Fersen, född 5 december 1802 i Stockholm, död där 15 april 1839, var en svensk greve, militär, riksdagsman och godsägare. Som son till greve Fabian von Fersen och Louise von Fersen var han den sista manliga medlemmen av den inflytelserika grevliga ätten von Fersen. Han innehade vid sin död en av Sveriges största förmögenheter.

## Biografi

### Militär karriär
Hans von Fersen startade sin militära karriär som fanjunkare vid Livregementets husarkår. 1821 blev han kornett vid Livgardet till häst och 1825 löjtnant vid husarkåren. von Fersen befordrades till ryttmästare i armén 1829 för att få avsked från gardet samma år. Sin högsta militära grad fick han 1836 i form av av major i armén. Samma år blev han adjutant hos kung Karl XIV Johan som han tidigare tjänstgjort hos som ordonnansofficer.

### Politisk karriär
von Fersen bevistade riksdagarna 1828–1830 samt 1834–1835 (urtima) för Ridderskapet och Adelen. I sin första riksdag var han ledamot av allmänna besvärs- och ekonomiutskottet. Vid urtima riksdagen 1834–1835 var han statsrevisor; ledamot i bevillningsutskottet, opinionsnämnden och förstärkta bankoutskottet; suppleant i förstärkta statsutskottet och förstärkta konstitutionsutskottet samt elektor för justitieombudsmansvalet och för val av justitieombudsmannens efterträdare.

### Godsägare
Vid döden av sin barnlöse bror greve Axel von Fersen 1838 fick Hans von Fersen ärva släktens fideikommisser och tillgångar. Detta inkluderade bland annat Ljungs slott, Steninge slott, Mälsåker samt Fersenska palatset. Hans tid som godsägare och miljonär skulle dock inte vara länge då han drygt ett år senare avled ”totalt décrépit” i april 1839. Alla tillgångar ärvdes då av hans syster grevinnan Louise von Fersen och hennes make greve Carl Gustaf Gyldenstolpe. Paret skulle dock genom sin påkostade levnadsstil och otur i spel göra sig av med hela förmögenheten.

## Familj
Hans von Fersen tillhörde den grevliga ätten von Fersen nr 56. Han var son till excellensen greve Fabian von Fersen och överhovmästarinnan Louise von Fersen, född Piper, samt brorson till excellensen greve Axel von Fersen. Han hade två döttrar med ballerinan Carolina Brunström som han lovade att gifta sig med ifall hon födde honom en son. När detta inte inträffade övertalade von Fersens mor honom att istället gifta sig med en adelsdam. Den 6 december 1836 gifte han sig på Ericsbergs slott med friherrinnan Sofia Ulrika Bonde, dotter till överstekammarjunkaren friherre Carl Bonde och Ingeborg Bonde och framtida hovmästarinnan hos drottning Josefina. I äktenskapet föddes en dotter som dog en dag gammal.
Hans von Fersen är begravd med sin dotter i gravkoret i Ljungs kyrka. Med honom utgick den grevliga ätten på svärdssidan.